# Alcance efectivo
El alcance efectivo (también alcance práctico, alcance eficaz o alcance efectivo máximo) es una distancia de estimación realista dentro de la cual puede impactarse en un blanco haciendo uso de un arma de proyectil (honda, arco, ballesta, tirachinas, arma de fuego, etc.) o un arma arrojadiza (lanza, jabalina, pilum, shuriken, etc.).
A cada tipo de arma suele atribuírsele, por consenso, un alcance efectivo calculado de manera aproximativa. Diferentes modificaciones aportadas al arma o a sus proyectiles pueden aumentar el alcance efectivo. Por ejemplo, el añadir un buen emplumado a la parte trasera del astil de una flecha, aumentará el alcance efectivo porque la flecha, una vez disparada, se estabiliza mejor durante el vuelo e impacta mucho más cerca del blanco seleccionado por el arquero. Un resultado similar se obtiene con un arma de fuego cuando se aplica a la pared interior del cañón del arma (el ánima) una serie de estrías interiores dispuestas helicoidalmente, produciendo de este modo lo que viene a llamarse un cañón de ánima rayada. Una vez disparado mediante un arma de ánima rayada, el proyectil sale propulsado girando sobre sí mismo a gran velocidad, lo que estabiliza su reparto interior de masas, manteniéndolo con el menor desvío posible del eje del disparo del arma. Al disminuir el margen de desvío del proyectil, el tirador obtiene un mayor alcance dentro del cual puede impactar en un blanco.
Existe controversia en la manera de calcular esta distancia.
Los métodos occidentales difieren de los orientales.

## Ejemplos
| M60         | 1.100 metros (3609.1 pies)       |
| FN FAL      | 510 metros                       |
| Barrett M82 | 1.500 metros (aprox. 5.000 pies) |
| AK-47       | 400 metros                       |
| M16         | 550 metros                       |
| Dragunov    | +800 metros                      |
| M24 SWS     | +800 metros                      |

- Datos: Q8193795